# Mario is Missing!
Mario is Missing! is een educatief geografisch spel voor Nintendo Entertainment System (NES), Super Nintendo Entertainment System (SNES) en pc. Het is ontworpen door The Software Toolworks en werd uitgebracht in 1992 (pc) en 1993 (SNES). Een NES-versie werd gemaakt door Radical Entertainment in 1993. Alle drie de versies zijn uitgebracht door de Mindscape Group.
Dit spel is het eerste spel met alleen maar Luigi als een speelbaar personage ('character'), ongeveer zoals in Luigi's Mansion. Omdat dit spel niet echt werd ontworpen door Nintendo of Shigeru Miyamoto (zij hebben licentie van personages gedeeld), is het een beetje anders dan vroegere Mariospellen.
In de pc-versie van het spel, die eerder uitkwam, werd een andere sprite gebruikt voor het hoofdpersonage van het spel, Luigi. Deze 'andere' Luigi staat op het internet ook wel bekend als Weegee. Deze populaire internetmeme wordt veel gebruikt in plaatjes om zogenaamde 'instant lulz' te verkrijgen. Dit houdt in dat als Weegee zich op een bepaald plaatje bevindt, de meeste mensen daar om moeten lachen. Weegee staat vooral bekend om zijn koude en starre blik.

## Plot
Bowser en zijn hulpjes Boom Boom en Broozer hebben Daisy gekidnapt en een ander plan opgesteld. Mario gaat ze achterna, maar een Dry Bones, die samen met een Scuttle Bug achter een ijsschots staat, gooit een zak over hem en brengt hem naar Bowser, die hem opsluit achter een muur. Luigi zoekt hem, maar op het ijs komt hij de Koopalings tegen. Alhoewel, Iggy legt uit dat ze Luigi juist willen helpen in plaats hem op te houden.
Met hulp van de Koopalings verslaat Luigi Bowser, en ondervraagt hem. Bowser houdt zijn mond, maar Iggy trekt aan een hendel waardoor de wand waar Mario en Daisy achter zitten openschuift. Iggy trekt nog eens aan de hendel, waardoor er een aambeeld op Bowser valt.

## Platforms
| Jaar | Platform  |
| ---- | --------- |
| 1992 | DOS, SNES |
| 1993 | NES       |
| 1994 | Macintosh |

## Ontvangst
| Beoordeeld door                | Platform  | Datum          | Score |
| ------------------------------ | --------- | -------------- | ----- |
| Nintendo Magazine System UK    | SNES      | 1993           | 83%   |
| Total!! UK Magazine            | NES       | oktober 1993   | 83%   |
| GamePro (USA)                  | SNES      | oktober 1993   | 80%   |
| ASM (Aktueller Software Markt) | DOS       | februari 1993  | 75%   |
| Games Master                   | SNES      | september 1993 | 71%   |
| Power Unlimited                | SNES      | oktober 1993   | 70%   |
| Video Games                    | SNES      | september 1993 | 61%   |
| Total! (Duitsland)             | SNES      | april 1994     | 60%   |
| All Game Guide                 | Macintosh | 1998           | 50%   |
| PC Player (Duitsland)          | DOS       | augustus 1993  | 45%   |